# Черето (Кампобасо)
Черето је насеље у Италији у округу Кампобасо, региону Молизе.
Према процени из 2011. у насељу је живело 76 становника. Насеље се налази на надморској висини од 340 м.